# Pleasure Death
Pleasure Death – drugi (mini-)album zespołu Therapy?. Został wydany 27 stycznia 1992 roku przez Wiiija Records. Nagrywany w 1991 roku w londyńskich Southern Studios. Wspiął się na 1 pozycję w brytyjskich notowaniach muzyki indie (Indie Charts).

## Lista utworów
1. „Skinning Pit” – 6:01
2. „Fantasy Bag” – 3:40
3. „Shitkicker” – 2:33
4. „Prison Breaker” – 4:26
5. „D.L.C.” – 2:32
6. „Potato Junkie” – 3:09

## Twórcy
- Andy Cairns – wokal, gitara
- Fyfe Ewing – perkusja, wokal
- Michael McKeegan – gitara basowa
- Harvey Birrell and Therapy? – produkcja
- Harvey Birrell and John Loder – inżynieria dźwięku
- George Henry Smyth – okładka